# Juicios por sodomía en Nueva España de 1657
La persecución de sodomitas de 1657 fue un evento ocurrido en la Nueva España, hoy México, entre 1657 y 1658. Se considera la persecución de hombres homosexuales más grande del país, solo superada en fama por el baile de los cuarenta y uno.
Se saldó con la detención de 123 personas, la condena de uno por azotes y trabajos forzados, y la quema en hoguera de catorce detenidos.
De los perseguidos, el personaje de "Cotita de la Encarnación" se ha vuelto un referente de la homosexualidad en México por las descripciones que se hicieron de ella durante el proceso.

## Antecedentes
El Virreinato de Nueva España, dependiente del Imperio Español, tenía como sede del poder virreinal a la Ciudad de México. A su vez, la Nueva España se dividía en dos audiencias, la Audiencia de México (que comprendía Nuevo León, Coahuila, Nuevo México y Yucatán) y la Audiencia de Guadalajara (que comprendía Nayarit, Sinaloa, Baja California y California).
Debido a la conformación religiosa del reino, existían dos formas de ejercer la justicia: la rama civil en las Salas del Crimen y la rama eclesiástica con el Tribunal de la Inquisición. En el ramo civil existían tres formas de organización: el corregimiento, la alcaldía mayor y el pueblo de indios. Aunque ambas formas de justicia condenaban la sodomía (el acto sexual no reproductivo), solo el pecado nefando se perseguía como delito. Este consistía en tener relaciones sexuales entre personas del mismo sexo. 
Resulta importante entender la organización de la Nueva España ya que la persecución generalmente se le atribuye a la inquisición y en realidad fue un evento en donde, aunque su participación fue menor, todas las instancias de justicia de la Audiencia de México se vieron involucradas.

## Contexto político

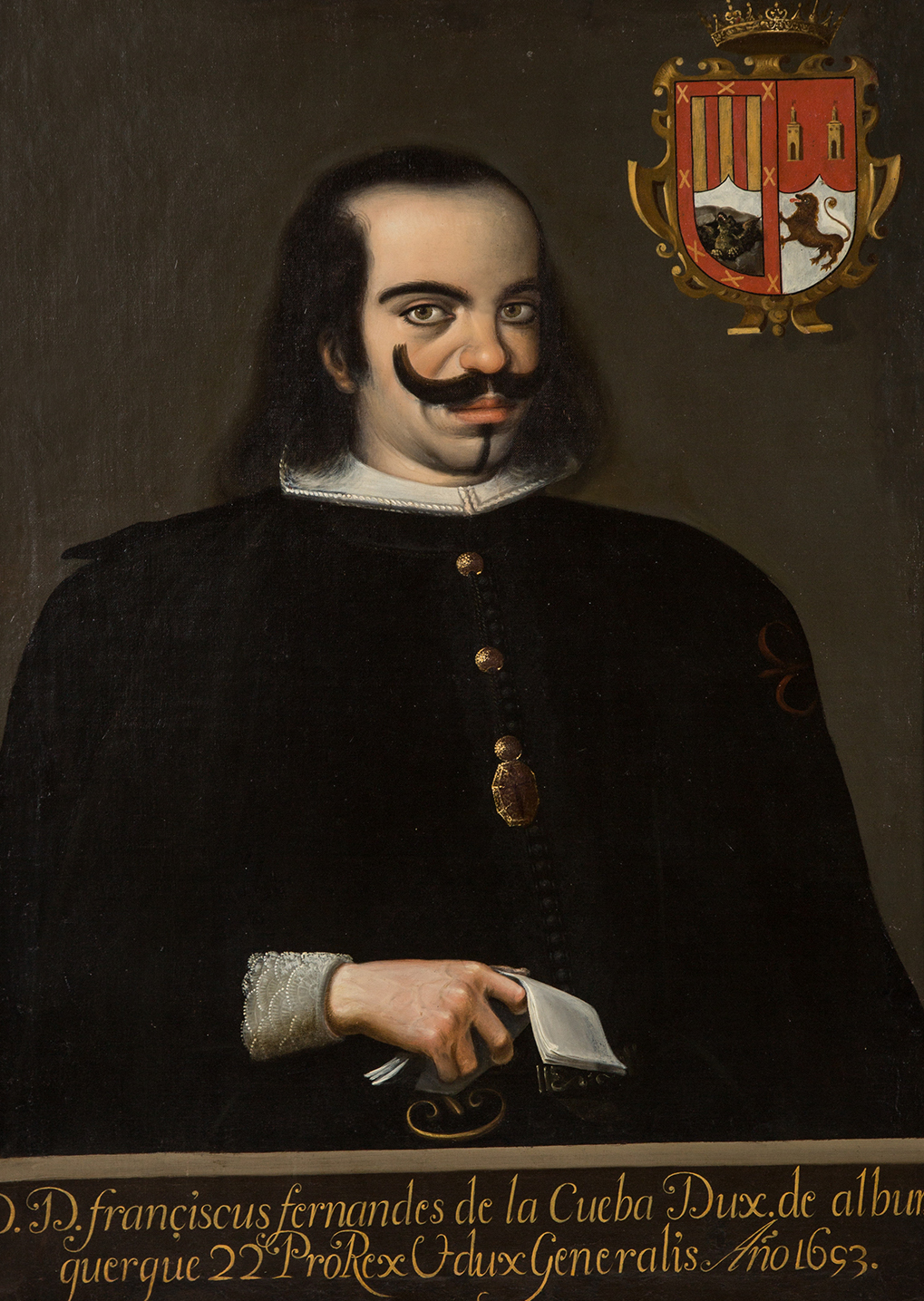
Virrey Francisco Fernández, Duque de Alburquerque

El 15 de agosto de 1653, llegó a la Nueva España, Francisco Fernández de la Cueva, duque de Alburquerque a ocupar el puesto de virrey. Él tenía 34 años, siendo el virrey más joven hasta entonces. Su familia tenía fama de un eficiente desempeño administrativo por lo que su nombramiento buscaba poner arden en el reino. Las cartas entre él y Gaspar Méndez de Haro, revelan que halló al virreinato sumido en una profunda corrupción y que acusaba a sus predecesores de incumplir las normas; razón por la cual ordenó reformas inmediatas.
Aunque el virreino se regía por las leyes españolas, lo cierto es que era laxo en temas de moral pública. Esto desagradaba a los españoles de la península ibérica por lo que el propio rey Felipe IV, ordenó castigos ejemplares a los pecados públicos. Fue por eso que en el ámbito judicial, el virrey Alburquerque, superó el promedio de ejecuciones de sus antecesores puesto que necesitaba el reconocimiento real.
Tras el caso, Alburquerque escribió misivas detalladas del suceso que, entre otras cosas, destacaban que la élite europea no había caído en esos pecados, pese a que las indagatorias, surgieron también nombres de varios españoles.

## Hechos

### La denuncia
El proceso inició el 27 de septiembre de 1657 cuando la mestiza Juana de Herrera acudió a la Sala del Crimen de la Ciudad de México a denunciar haber visto "dos hombres que jugaban como perros". El alcalde de crimen Juan Manuel de Sotomayor fue encargado de iniciar las averiguaciones y seguir el caso. Según el testimonio de Juana; se encontraba lavando ropa a orillas del Lago de Texcoco, cerca de San Lázaro cuando alertada por unos muchachos, vio debajo de un sauce a dos hombres cometiendo pecado nefando "Estaban el uno encima del otro quitados los calzones ambos". Ella dijo reconocer a uno de ellos como Juan Galindo. Sotomayor acudió con Melchora Estrada, casera de Juan Galindo para saber su paradero.

### Cotita de la Encarnación
Galindo era famoso en la zona oriente de la Ciudad de México pues se trataba de un hombre mulato que se vestía como mujer. En las declaraciones hoy resguardadas en el Archivo General de la Nación, los vecinos de Juan decían que se hacía llamar "Cotita de la Encarnación", que cuando caminaba bamboleaba las caderas, que usaba un pañuelo en la frente, que usaba cintas de colores en las mangas de su jubón, que se sentaba como mujer a preparar tortillas y lavar la ropa, y que solía saludar a los jóvenes diciéndoles "mi alma, mi vida o mi amor".
Sotomayor fue a aprehenderlo en su casa del Barrio de San Pablo pero Cotita ya se había mudado. Ahí encontró al indio Tomás de Santiago quien más pistas le dio de la vida de Cotita. 
Fue Tomás de Santiago quien le dijo a Sotomayor que en una ocasión lo había encontrado por la noche teniendo prácticas sodomíticas con un muchacho de nombre Gerónimo Calbo. Ante esto, dio inicio la búsqueda de Cotita en una nueva dirección y al llegar a su casa por la media noche, fue descubierto in fraganti con otros cuatro hombres: Joseph Durán, Gerónimo Calbo, Miguel Gerónimo y Simón de Chaves.
Todos fueron apresados y comparecieron ante el Tribunal Supremo el 3 de octubre de 1657. Al principio negaron los actos salvo Miguel Gerónimo que los reconocería, pero por presión de los magistrados, revelaron nombres, fechas y lugares de encuentros que existían en la Ciudad de México dando inicio a la persecución de homosexuales más grande de México.

### Las reuniones

Encuentro nocturno en la Nueva España.

De acuerdo a los testimonios, el grupo de homosexuales solía realizar reuniones secretas para tener encuentros y fiestas con otros. Estas solían llevarse a cabo en días festivos del calendario religioso utilizando como pretexto que iban a "rendir tributo a las vírgenes y los santos". Las fiestas solían ocurrir en una casa de San Juan de la Penitencia en las orillas de la ciudad. Una vez dentro, varios iban vestidos de mujer y se hacían juegos donde se regalaban unos a otros similar a la forma en que funcionaban las casas de prostitución de la ciudad.
Se tiene noticia también, de una casa en San Pablo propiedad del zurrador Juan donde llegaban hombres de otras partes del reino.
Todos tenían apodos distintivos para destacarse entre ellos. Aunque los académicos consideran que se trata de apodos tomados de las prostitutas novohispanas, tienen cierto apego con el albur y el doble sentido que se usa entre la comunidad LGBT mexicana. A los amantes les llamaban "guapos".  
Ante los testimonios se encarcelaron a 18 cómplices de Cotita y se emitieron órdenes de arresto contra 106 sospechosos.

### Los acusados
Entre los acusados de pecado nefando se encontraron:
- Juan de Correa: Mestizo (40 años aprox). Se hacía apodar "La Estampa" en alusión a una hermosa mujer de la ciudad. Le describen como un hombre que organizaba reuniones en su casa en donde se ponía una capa a modo de falda. Era el encargado de avisar en donde tendrían lugar las reuniones. El expediente 57B, 31r recobra un dicho que solía decir: "uno debe comer a los hombres como se come un sapo: de la cintura para abajo".[3] Fue quien más nombres dio ante Sotomayor y más implicados puso en la mira.
- Cristóbal de Victoria: Español (80 años aprox.) Le apodaban "Señora la Grande" y se sabe que era tuerto, calvo y jorobado. Años atrás fue acusado a 200 azotes por ser testigo falso pero la virreina se apiadó de él por su avanzada edad y a cambio prestó servicio en el Hospital del Amor de Dios. Le consideraban "el padre de todos los reos" e informaba de las fiestas junto con Correa.[2] Negó todos los cargo hasta que fue careado con Gerónimo Calvo quien era su amante.
- Benito de Cuebas: Mulato. Confesó que la noche anterior un gallardo le había advertido que huyera de la ciudad porque sus amigos estaban siendo apresados "por putos". Cuando fue a misa a la catedral para pedir a la virgen que lo liberara del pecado, este fue arrestado al salir.[6]
- Nicolás de Pisa: Afromexicano (70 años aprox.). Aseguraba que sus compañeros lo habían acusado por disputas que tenían con él por tener un amante diferente al habitual.
- Alonso: Mestizo. Se hacía apodar "La Conchita".
- Miguel Gerónimo: Se hacía apodar "la Zangarriana" por su parecido a una "mujer de amores" muy conocida en la ciudad. Fue el único que a lo largo de las indagaciones y el juicio negó cometer pecado nefando.[2]
- Martín: Indígena. Se hacía apodar "La martina de los cielos"
- Joseph Durán
- Simón de Chávez: Indígena
- Domingo de la Cruz: Indígena
- Miguel de Urbina: Indígena. Confesó que después de tener relaciones sexuales con su esposa, lamentó no estar cerca del hombre con quien generalmente tenía relaciones sexuales, así que con una vela encendida, quemó una estatua del Santo Niño Jesús que tenía en casa y a este le salieron ampollas. Sotomayor afirmaba que esta era una prueba de la omnipresencia de Dios y el odio que tenía por la sodomía.[3][6]
- Matheo Gaspar: Indígena
- Lucas Matheo: Mestizo (15 años aprox)
- Sebastián Pérez: Español. Se hacía apodar "Las rosas"
- Geronimo Calbo: Mestizo (23 años). Al saberse su testimonio fue llevado al Tribunal del Santo Oficio de la Inquisición donde se inició otro proceso.

Otros detenidos: Domingo de la Cruz (indígena), Juan Martín (indígena), Juan de Izita (indígena), Francisco Melchor (indígena), Juan de la Cruz (indígena).
En total hubo 123 detenidos e interrogados que operaban principalmente en la Ciudad de México y en Puebla de los Ángeles. 

### La orden del rey
El 10 de mayo de 1658, el Rey Felipe IV, envió una cédula real al Virrey duque de Alburquerque mencionando:.
"Que se excusen pecados públicos escandalosos castigando con severidad los que fuesen manifiestos, haciendo grande aprecio de obligación a Dios en procurar limpiar las Repúblicas de los que viven relajados y la estregan."  AGN. Cédula Real Vol. 6, Exp. 19, F. 85.
La misiva que tardó algunos meses en llegar al virrey, fue ejecutada enseguida. Sabiendo que se seguía el caso de la corte real, decidió enjuiciar y condenar enseguida a los acusados que ya habían confesado su participación y de los que se tenían pruebas plenas de cometer sodomía y pecado nefando Aunque hubo 123 detenidos, solo 15 de ellos fueron hallados culpables debido a que en los careos, se acusaron unos a otros por ser amantes en común o tener rencillas entre ellos. 
La Cédula Real, provocó que el proceso judicial durara únicamente 39 días. Sotomayor aseguró que ninguno fue torturado y que confesaron por voluntad propia defendidos por un cuerpo de abogados por 3 días. Se les dio condena por la Sala del Crimen de la Real Corte el 4 de noviembre de 1654.

### El padre Matheo y la inquisición
El 5 de noviembre de 1658, Gerónimo Calbo fue llevado ante el Santo Oficio de la Inquisición para declarar ante el clero lo que había dicho en la Sala del Crimen. De acuerdo a lo contado, él mencionó que a los 19 años enfermó de tabardillo y como sus tías (que lo cuidaban en ese entonces) creían que iba a morir, llamaron al jesuita Matheo de Urroz a darle los últimos sacramentos. Gerónimo le confesó haber tenido relaciones con un indio panadero tiempo atrás.
"el dicho padre Matheo empezó a tocarle a este testigo los brazos, los pechos, el rostro, y sus partes vergonzosas, al tentárselas le dijo, que le dejase ver con lo que había cometido el pecado nefando con el dicho indio panadero, y, se lo tentó"
Posteriormente Gerónimo se recuperó de la enfermedad y fue a buscar al padre al monasterio. Gerónimo confesó entonces ante el Tribunal de la Inquisición que 
"entrado este testigo, y el dicho padre Matheo en su celda, cerró la puerta de ella, y lo hizo sentar, y empezó a jugar con este, tentándole la cara, abrazándolo, y besándolo, y lo hizo acostarse sobre su cama, y cometió el pecado nefando, sirviendo este de mujer, y encargándole el secreto después, le dio unas tablillas de chocolate, y un real, encargándole, que lo fuese a ver, y que si hubiese menester algo fuese  allá a pedírselo"
Según el testimonio, fueron varias veces las que el padre Matheo y Gerónimo tuvieron encuentros en el convento. La inquisición inició un proceso aparte para perseguir en secreto la sodomía y el pecado nefando entre el clero católico novohispano. Aunque se intentó aprehender a Matheo, una mujer de nombre Francisca les mencionó a los inquisidores que en 1659 se había ido a Guatemala y que no se volvió a ver
La inquisición logró dar con su paradero y Matheo no confesó pecado nefando. Cuando se le preguntó porque lo visitaban hombres en su celda tanto en la Ciudad de México como en Guatemala, dijo haber concretado encuentros con mujeres convenciéndolas de vestirse de hombres para entrar a sus aposento y no levantar sospechas entre sus compañeros. Aunque en sus testimonios se contradecía y no podía explicar como convencía a las mujeres, el proceso fue archivado instándole a guardar el secreto y hoy se encuentra en volumen 464 del archivo inquisitorial del AGN.   
Resulta curioso que popularmente se cree que fue la inquisición mexicana quien condenó a los sodomitas, por su relación con la hoguera, pero lo cierto es que la persecución de la sodomía y el pecado nefando fue silencioso y a menudo permitido por el Santo Oficio para no exhibir al clero católico mexicano. 

### La condena

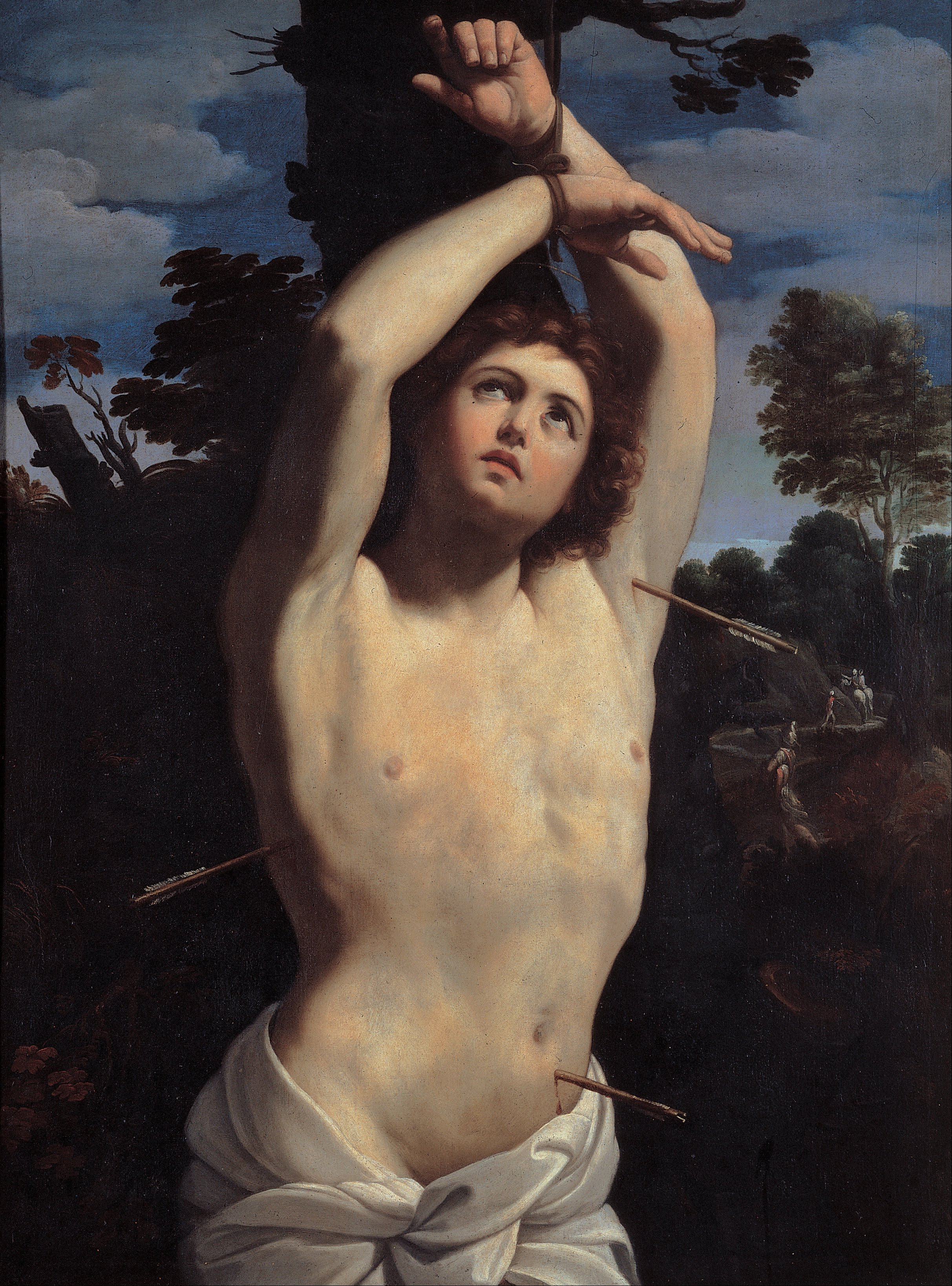
"San Sebastián". Guido Reni. 1615. Por la forma erótica en que se le representa, es considerado un ícono de la cultura LGBT.

El martes 6 de noviembre de 1658, 15 de los acusados fueron sacados de la Real Cárcel de la Corte. La justicia implicaba la exhibición del pecado en las calles hasta culminar en su sentencia. Por ello fueron exhibidos desfilando por la calle de Relox (hoy República de Argentina) hasta la actual República de Venezuela donde desfilaron hasta la Plaza de Santo Domingo, dando vuelta en Donceles y llegando al albarradón de San Lázaro. El lugar reservado para el ajusticiamiento estaba a un costado del Hospital para Leprosos de San Lázaro.
Lucas Matheo, por ser el más joven de todos, fue condenado a 200 azotes y fue vendido a un mortero para trabajos forzosos por 6 años, mientras al resto se les condenó a morir en la hoguera de San Lázaro. Se les aplicó asfixia y posteriormente fueron quemados vivos a las 8 de la noche.
Las víctimas de la "justicia" novohispana por homosexualidad fueron: Juan de la Vega "Cotita", Miguel Gerónimo "la  Zangarriana", Joseph Durán, Gerónimo Calbo, Simón de Chávez, Juan de Correa "la  Estampa", Cristobal de Vitoria, Nicolás de Pisa, Benito de Cuebas, Miguel de Urbina, Domingo de la Cruz, Mateo Gaspar, Juan de Ycita y Juan Martín.
El ajusticiamiento fue notificado el 15 de noviembre de 1658 por el virrey Alburquerque al rey Felipe IV con el fin de legitimar su puesto y ganar reconocimiento y favor del rey.

## Consecuencias
El caso provocó en la sociedad novohispana la condena pública de la sodomía y el pecado nefando. Por eso el 1 de octubre de 1660 hubo un linchamiento en el tianguis de San Juan contra un mulato blanco de 27 años de edad a quienes los vecinos acusaban de sodomita. La gente aseguraba que había sido mencionado en las declaraciones de Cotita y se cree que pudo tratarse de Nicolás por tener las mismas características que la víctima.
Diez años después, en el mismo tianguis, fue quemado Don Juan de la Cruz, del barrio de la Lagunilla, un indígena de alto rango que incluso pudo ser gobernante de indios y a quién los vecinos acusaron de sodomita.
Se tiene noticia de ajusticiamientos de sodomitas en la hoguera de San Lázaro en 13 de noviembre de 1673, de 12 hombres mulatos y afromexicanos que trabajaban en el obraje de Juan de Ávila en Mixcoac, y el 20 de noviembre de 1686, donde se condenó a un mulato y un mestizo, mientras un afromexicano tuvo sanción menor por complicidad.
Las condenas en la hoguera cesaron al llegar el siglo XVII con la entrada de la Casa de Borbón al reino español y por la falta de mano de obra en los obrajes forzados de producto textil. Los condenados serían entonces enviados a trabajos duros como condena.

## En la cultura popular
- La persecución es tratada en el libro "Quemando mariposas. Sodomía e imperio en Andalucía y México" de Federico Garza, editado y distribuido en España.

- En 2010 el poeta Luis Felipe Fabre publicó el libro de poesía "La sodomía en Nueva España" donde dedica una serie de poemas aludiendo las formas novohispanas, inspirado en la persecución. Entre los títulos de algunos de sus poemas se encuentran: “Retablo de sodomitas novohispanos”, “Villancicos del Santo Niño de las Quemaduras” y “Monumento fúnebre a Gerónimo Calbo”.[9]

- El libro de Fabre inspiró la creación de una obra de teatro dramático musical del mismo nombre. Esta fue presentada en 2014 en la Plaza de San Roque en el marco del Festival Cervantino en Guanajuato. Estuvo bajo la dirección de escena de Benjamin Lazar y dirección musical de Geoffroy Jourdain.

- En 2022 el caso inspiró el cuento "Cotita de la Encarnación" de Camila Sosa Villada publicado en el libro "Soy una tonta por quererte" de Editorial Tusquets.[10]